# Nora Lustig
Nora Lustig (Buenos Aires, Argentina; 13 de enero de 1951) es una economista estadounidense nacida en Argentina. Es profesora de economía latinoamericana en el Departamento de Economía de la Universidad Tulane e investigadora no residente en el Centro para Desarrollo Global y el Diálogo Interamericano. También se ha desempeñado como directora del Proyecto Compromiso con la Equidad (CEQ); editora del Diario del Foro de Desigualdad Económica; y vicepresidente de la Junta de Directores de la Red Global para el Desarrollo (GDN).

## Biografía
Nora Lustig nació y creció en Buenos Aires, Argentina y ha pasado la mayoría de su vida en los Estados Unidos y México.  Es Licenciada en Economía por la Universidad de California, Berkeley (1972) y recibió su Doctorado en Economía de la misma institución.

## Carrera y premios
Lustig fue la autora principal del Informe de Desarrollo Mundial 2000/1 “Atacando la pobreza” (Banco Mundial). El análisis de la dinámica de la economía mexicana ha sido el otro foco principal de su investigación. Su estudio México, Hacia la Reconstrucción de una economía (Brookings Institution, 1992 y 1998) fue seleccionado por la revista de Choice como un libro Académico Excepcional.
Como cofundadora y presidente de la Asociación de Economía de América Latina y el Caribe (LACEA, por sus siglas en inglés), jugó un rol principal en la creación y consolidación de la asociación principal de economistas enfocados en Latinoamérica, el lanzamiento de la revista LACEA de Economía y la organización de Red LACEA sobre Desigualdad y Pobreza. Lustig está afiliada al Diálogo Interamericano, al Instituto de la Tierra y al Instituto de Estudios de Desarrollo.
De 2001 a 2005,  se desempeñó como Rectora de la Universidad de las Américas (UDLAP) en Puebla, México.
El enfoque actual de su investigación se centra en evaluar el impacto de los impuestos y el gasto social en más de 30 países alrededor del mundo y en los factores determinantes de la dinámica de distribución del ingreso en América Latina.

## Publicaciones seleccionadas

### Artículos
- Lustig, Nora (2010). Declining Inequality in Latin America: a Decade of Progress?, Brookings Institution Press and UNDP, Washington, DC, June 2010.
- Lustig, Nora (2008). Thought for Food: the Challenges of Coping with Soaring Food Prices Working Paper No. 155, Center for Global Development, Washington, DC, November 2008.
- Lustig, Nora (2004, coeditor) The Microeconomics of Income Distribution Dynamics in East Asia and Latin America, Oxford University Press, Washington, D.C., 2004 (coeditor with Francois Bourguignon and Francisco Ferreira and chapter author)
- Lustig, Nora (2001) Life is not Easy: Mexico’s Quest for Stability and Growth, Journal of Economic Perspectives, 15(1), 85–106, Winter 2001.
- Lustig, Nora (2001) Shielding the Poor: Social Protection in the Developing World, The Brookings Institution and Inter-American Development Bank, Washington, D. C., 2001. (Editor)
- Lustig, Nora (2000) Crises and the Poor: Socially Responsible Macroeconomics, Economía, The Journal of the Latin American and Caribbean Economic Association, 1(1), 1–45, Fall 2000.
- Lustig, Nora (1998) Mexico: The Remaking of an Economy, The Brookings Institution, Washington, D.C., 2nd Edition 1998 and 1st Edition 1992.
- Lustig, Nora (Co-Editor 1997) Labor Markets in Latin America: Combining Social Protection with Market Flexibility, The Brookings Institution, Washington, D.C., 1997. (Coeditor with Sebastian Edwards)
- Lustig, Nora (Editor and Chapter Author 1995) Coping with Austerity: Poverty and Inequality in Latin America, The Brookings Institution, Washington, D.C., 1995. (editor and chapter author)

### Artículos en proceso
- Raymundo Campos, Gerado Esquivel, and Nora Lustig. 2012. The Rise and Fall of Income Inequality in Mexico, 1989–2010. Tulane University Economics Working Paper 1201.
- Nora Lustig, Carola Pessino, George Gray Molina, Wilson Jiménez, Veronica Paz, Ernesto Yanez, Claudiney Pereira, and Sean Higgins. 2011. Fiscal Policy and Income Redistribution in Latin America: Challenging the Conventional Wisdom. Tulane University Economics Working Paper 1124.
- Nora Lustig. 2011. Scholars Who Became Practitioners: the Influence of Research on the Design, Evaluation and Political Survival of Mexico's Anti-poverty Program Progresa/Oportunidades. Tulane University Economics Working Paper 1123.
- Nora Lustig. 2011. Commitment to Equity Assessment (CEQ): A Diagnostic Framework to Assess Governments' Fiscal Policies Handbook. Tulane University Economics Working Paper 1122.
- Nora Lustig. 2011. Multidimensional Indices of Achievements and Poverty: What Do We Gain and What Do We. Tulane University Economics Working Paper 1121.
- Nancy Birdsall, Nora Lustig, and Darryl McLeod. 2011. Declining Inequality in Latin America: Some Economics, Some Politics. Tulane University Economics Working Paper 1120.
- Nora Lustig, Luis F. López Calva, and Eduardo Ortiz-Juárez. 2011. The Decline in Inequality in Latin America: How Much, Since When and Why. Tulane University Economics Working Paper 1118.
- Darryl McLeod and Nora Lustig. 2011. Inequality and Poverty under Latin America's New Left Regimes. Tulane University Economics Working Paper 1117.
- Nora Lustig and Jaime Ros. 2011. Latin America's Economic Challenges: Lessons for Emerging Economies. Tulane University Economics Working Paper 1112.
- Nora Lustig. 2011. The Knowledge Bank and Poverty Reduction. Tulane University Economics Working Paper 1111.
- Nora Lustig and Leonardo Gasparini. 2011. The Rise and Fall of Income Inequality in Latin America. Tulane University Economics Working Paper 1110.
- Nora Lustig. 2009. Coping with Rising Food Prices: Policy Dilemmas in the Developing World. Tulane University Economics Working Paper 0907.